# Rutherford (Nueva Jersey)
Rutherford es un borough ubicado en el condado de Bergen en el estado estadounidense de Nueva Jersey. En el año 2010 tenía una población de 18.061 habitantes y una densidad poblacional de 2.376,45 personas por km².

## Geografía
Rutherford se encuentra ubicado en las coordenadas 40°49′11″N 74°6′24″O / 40.81972, -74.10667.

## Demografía
Según la Oficina del Censo en 2000 los ingresos medios por hogar en la localidad eran de $63,820 y los ingresos medios por familia eran $78,120. Los hombres tenían unos ingresos medios de $51,376 frente a los $39,950 para las mujeres. La renta per cápita para la localidad era de $30,495. Alrededor del 3.7% de la población estaba por debajo del umbral de pobreza.